# Gaston Crommen
Gaston Crommen, né le 2 juillet 1896 à Gand et décédé le 21 janvier 1970 à Laethem-Saint-Martin fut un homme politique belge socialiste.
Crommen fut instituteur et journaliste, rédacteur (1927-40), rédac-chef 1944-47) et directeur politique de Vooruit .
Il fut élu conseiller communal de Ledeberg de 1927 à 1961 et en fut bourgmestre (1933-1940 et en 1947); sénateur de Gand-Eeklo de 1946 à 1968 et premier vice-président du Sénat (1958-). Il fut membre (1957-) et vice-président (1965-) du conseil interparlementaire Benelux.